# Blink (compagnie aérienne)
Pour les articles homonymes, voir Blink.
Imagine a world where you Blink and you're there
Blink est une compagnie aérienne anglaise.

## Histoire
Blink est une société de taxi jet fondée en juin 2007 et qui a commencé ses opérations en mai 2008.
Blink a été créée par Peter Leiman et Cameron Ogden, qui se sont rencontrés à Harvard Business School. Hasard de l'histoire, Wijet a également été créée par de jeunes diplômés à HEC en 2009, (par Corentin Denœud et Alexandre Azoulay),.
Wijet acquiert Blink en septembre 2016.

## Flotte
La flotte de Blink est constituée de neuf Cessna Citation Mustang.

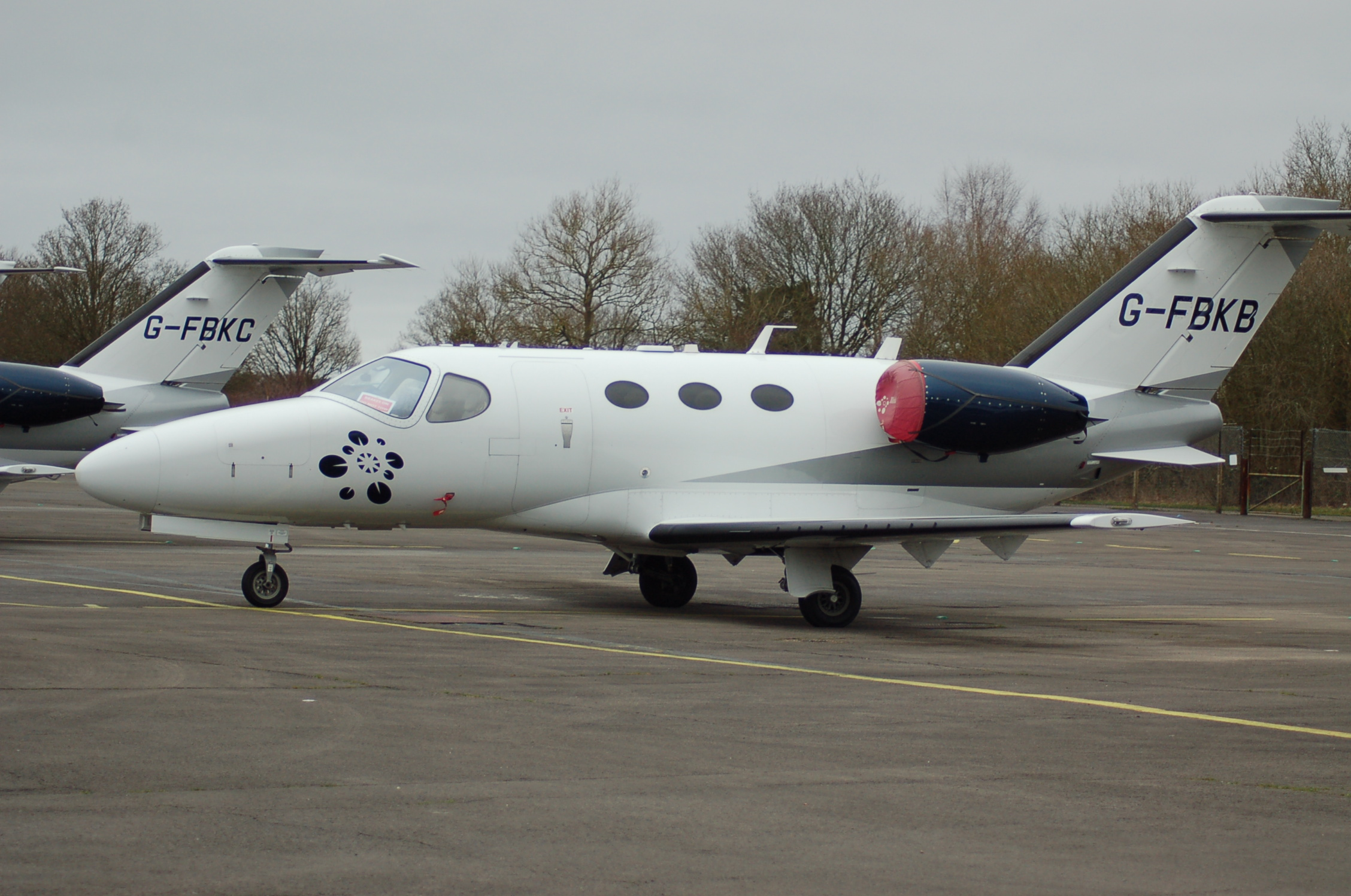
G-FBKB, un Cessna Citation Mustang de Blink.

## Bases
La flotte est basée sur les aéroports de:
- Londres (Aéroport de Blackbushe)
- Jersey
- Guernesey
- Nice
- Zurich